# Котарбінський Вільгельм Олександрович
Вільгельм Олександрович Котарбінський (пол. Wilhelm Kotarbiński; 30 листопада 1848, Неборув, нині Ловицький повіт, Лодзинське воєводство — 4 вересня 1921, Київ) — польсько-український художник. Працював у галузі монументального, монументально-декоративного та станкового живопису. Яскравий представник академізму та символізму в живописі. З 1886 до 1896 року працював над розписами Володимирського собору в Києві.

## Біографія
Народився 30 листопада 1848 року в селі Неборув (Варшавська губернія, Королівство Польське, Російська імперія), де і пройшли перші роки його дитинства. Батько — шляхтич Александер Котарбінський, рахмістр неборувських маєтностей князів Радзивілів, мати — Леокадія, що походила з родини Вейсфлок.
Після закінчення гімназії у Варшаві протягом 1866–1869 років навчався у Варшавських класах малюнка, очолюваних Ципріяном Лахницьким, де його наставником був Рафаїл Гадзевич. Класи були створені при Товаристві заохочення красних мистецтв у Варшаві (Towarzystwo Zachęty Sztuk Pięknych, TZSP). По закінченні Котарбінському була видана Товариством премія за «малюнок олійний з натури Рембрандта» в 500 срібних рублів і стипендія для навчання за кордоном у сумі 200 рублів.
Поступив до Варшавського університету, однак не закінчив його.
У 1871 році вступив до римської Академії мистецтв святого Луки, де навчався під керівництвом Франческо Подесті й закінчив з великою золотою медаллю у 1875 році.
Стипендіати TZSP мали можливість і зобов'язання виставляти свої роботи на щорічних виставках Товариства, таким чином здобуваючи ім'я. З 1877 року художник регулярно бере участь у вернісажах у Варшаві. У період до 1886 року Котарбінський виставляє полотна «Воскресіння сина вдови», «Повернення з Голгофи», «Libelle, «Гондола» (Венеційська серенада), «Увінчання поета» та інші. У 1883 році художник узяв участь у грандіозному відкритті Виставкового палацу в Римі з картиною «Ecce Homo», де загалом виставлялося 1500 робіт. На цій виставці Котарбінський був представлений разом з Яном Матейко та Генріхом Семирадським. З останнім його пов'язували дружні стосунки.
У Римі, орієнтовно в 1875–1876 роках, Котарбінський також заприязнився з художниками братами Павлом та Александром Свєдомськими. У 1885 році професор Адріян Прахов, який керував внутрішніми оздоблювальними роботами у Володимирському соборі, запросив Свєдомських і Котарбінського долучитися до проєкту розпису собору разом з Віктором Васнецовим, Михайлом Нестеровим, учнями Школи Миколи Мурашка. Окремі роботи виконав Михайло Врубель. Уже за кілька років Котарбінський залишив Рим назавжди і надалі жив між Мінською губернією, Києвом, Варшавою та Санкт-Петербургом,  де й працював.
У 1889 році художник одружився й оселився в маєтку Кальськ у Слуцькому повіті Мінської губернії, який належав його дружині. Ім'я дружини Котарбінського досі не називалося в літературі, відомо лише, що це його «кузина» — за останніми даними, це, найвірогідніше, Катерина Пудловська (Коженьовська), власниця маєтку, де Котарбінський жив до початку I світової війни і, ймовірно, троюрідна сестра майстра.
З 1886 до 1896 року працював над розписами Володимирського собору разом з В. М. Васнєцовим, М. В. Нестеровим, П. О. Свєдомським та іншими художниками. Вільгельм Котарбінський і Павло Свєдомський написали 18 картин і 84 окремі фігури. Допомагав їм і Александер Свєдомський. Чотири картини — «Тайна вечеря», «Вхід до Єрусалима», «Розп'яття» і «Суд Пілата» — написані ними у співпраці. Котарбінському належать «Преображення Господнє», «Четвертий», «П'ятий» і «Шостий» дні творіння та портрети відомих діячів церкви різних історичних часів (Св. Пафнутій Боровський, Св. митрополит Московський, Св. Микита Стовпник, Св. Варлаам Хотинський, Св. Йосиф Вологодський, Св. Митрофан Воронезький, Св. Нифонт Новгородський, Св. Авраам Смоленський, Св. князь Федір Ростиславович, Св. Микола Святоша, Св. князь Володимир Ярославович, Св. княгиня Ірина). Також В. Котарбінський та П. Свєдомський за малюнками В. Васнєцова і за його участі написали всі орнаменти центральної частини собору. За розписи Володимирського собору Котарбінський був нагороджений орденом Святого Станіслава II ступеня.
Працюючи над розписами в соборі, часто приїжджав до Києва, де спочатку проживав у номерах Кане на Фундуклеївській (вулиця Хрещатик, 40/1), а згодом — у готелі «Прага» на вулиці Володимирській, 36, (тепер це один з корпусів готелю «Санкт-Петербург»). 
Після закінчення розписів у соборі продовжував працювати в жанрі монументального живопису. Розписав палаци, де зараз знаходяться такі музеї: Національний імені Тараса Шевченка (бульвар Тараса Шевченка, 12) та імені Богдана і Варвари Ханенків (Терещенківська вулиця, 15-17). Для першого художник виконав на плафоні над сходами великі чотири панно на билинні теми, а у залі — «Амур і Психея» значно меншого розміру; для другого — 13 панно, а саме бокові частини плафону, живописні панно над дверима (так звані десюдепорти) та композиції фризу з алегоричними зображеннями чотирьох цивілізацій стародавнього світу — Індії, Єгипту, Греції та Риму, які розмістили у «червоній» вітальні, названій так за колір шпалер.
Також працював на замовлення московських багатіїв, виконав релігійні образи для костелів Білорусі.
У 1890 році став членом Південноросійського союзу художників, брав активну участь у культурному житті Києва. Так, у 1893 році разом з Владиславом Галімським, Євгеном Вжещем, Яном Станіславським та І. Урсин-Замараєвим заснував Товариство київських художників. Брав участь у численних виставках. У 1897 році увійшов до складу Київського товариства старожитностей і мистецтв, яке було реформовано з Товариства заохочень мистецтв.
Під час Першої світової війни видавав свої рисунки у листівках із зображеннями пропагандистського характеру, котрі закликали до надання допомоги сім'ям солдатів. Його твір «Київ — Польщі» був агітаційним плакатом у дні окупації Польщі, котрий закликав до пожертвувань польському населенню.
На початку I світової війни (його дружина на той час, очевидно, померла, бо маєток перейшов до спадкоємців) Котарбінський приїжджає до Києва й більше не має змоги покинути його. Бойові дії повністю унеможливлюють шлях додому, а з маєтку в Кальську "націоналізовано" та вивезено 282 роботи Котарбінського, місцезнаходження їх наразі невідоме  . 
Останні роки життя в матеріальній скруті провів у Києві, де у готелі «Прага» знімав двокімнатний номер. Проте у 1919 році там стало небезпечно, і художник прийняв запрошення Емілії Львівни Прахової, на той момент вдови А.Прахова, перебратися до них (сучасна вулиця Десятинна, 14).

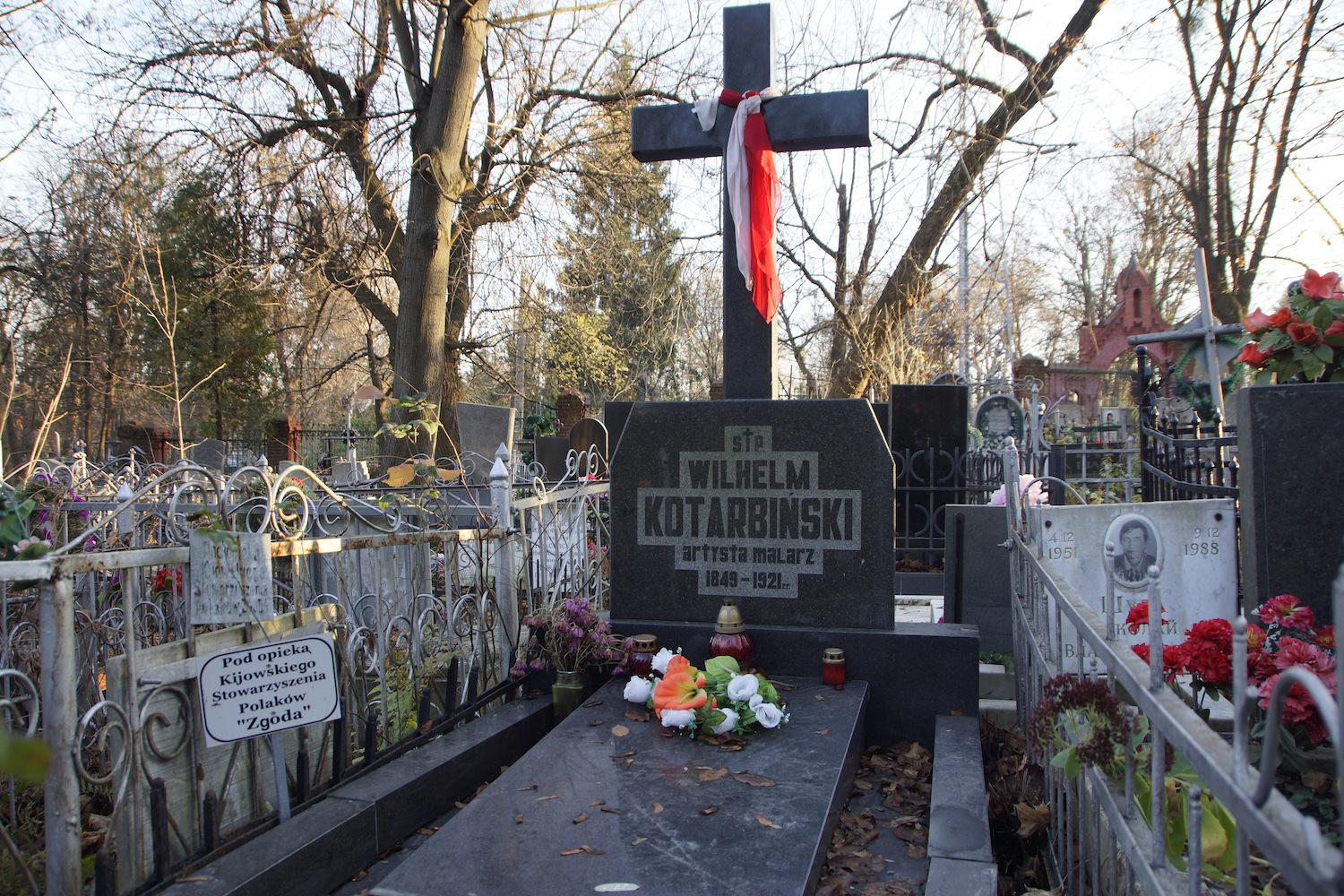
Надгробок на Байковому кладовищі, Київ

Помер 4 вересня 1921 року. Похований на Байковому кладовищі в Києві на першій польській ділянці в новій частині цвинтаря; могила ліворуч від алеї.

## Галерея робіт

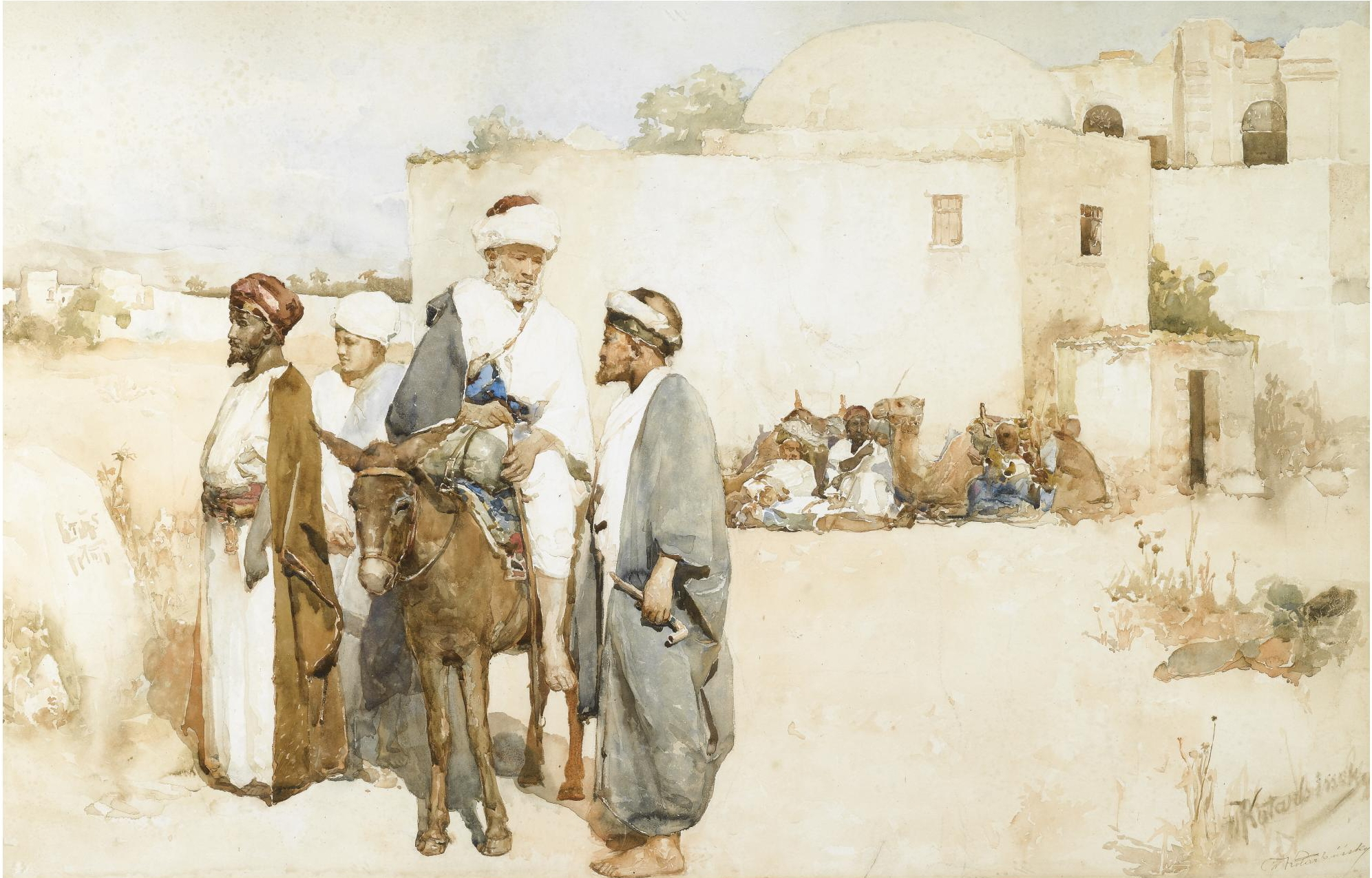
Східна сцена
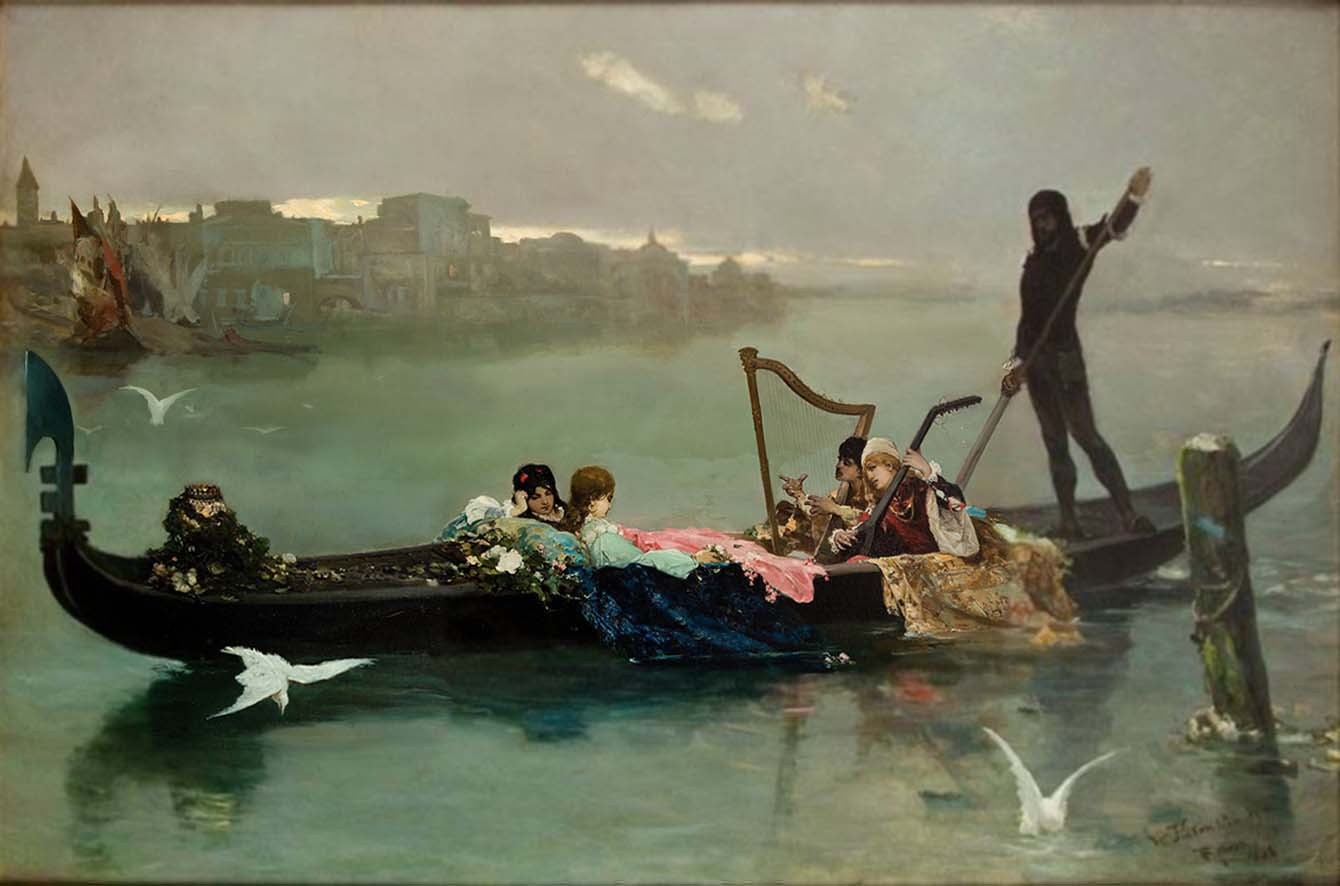
Гондола/Венеційська серенада (1881).
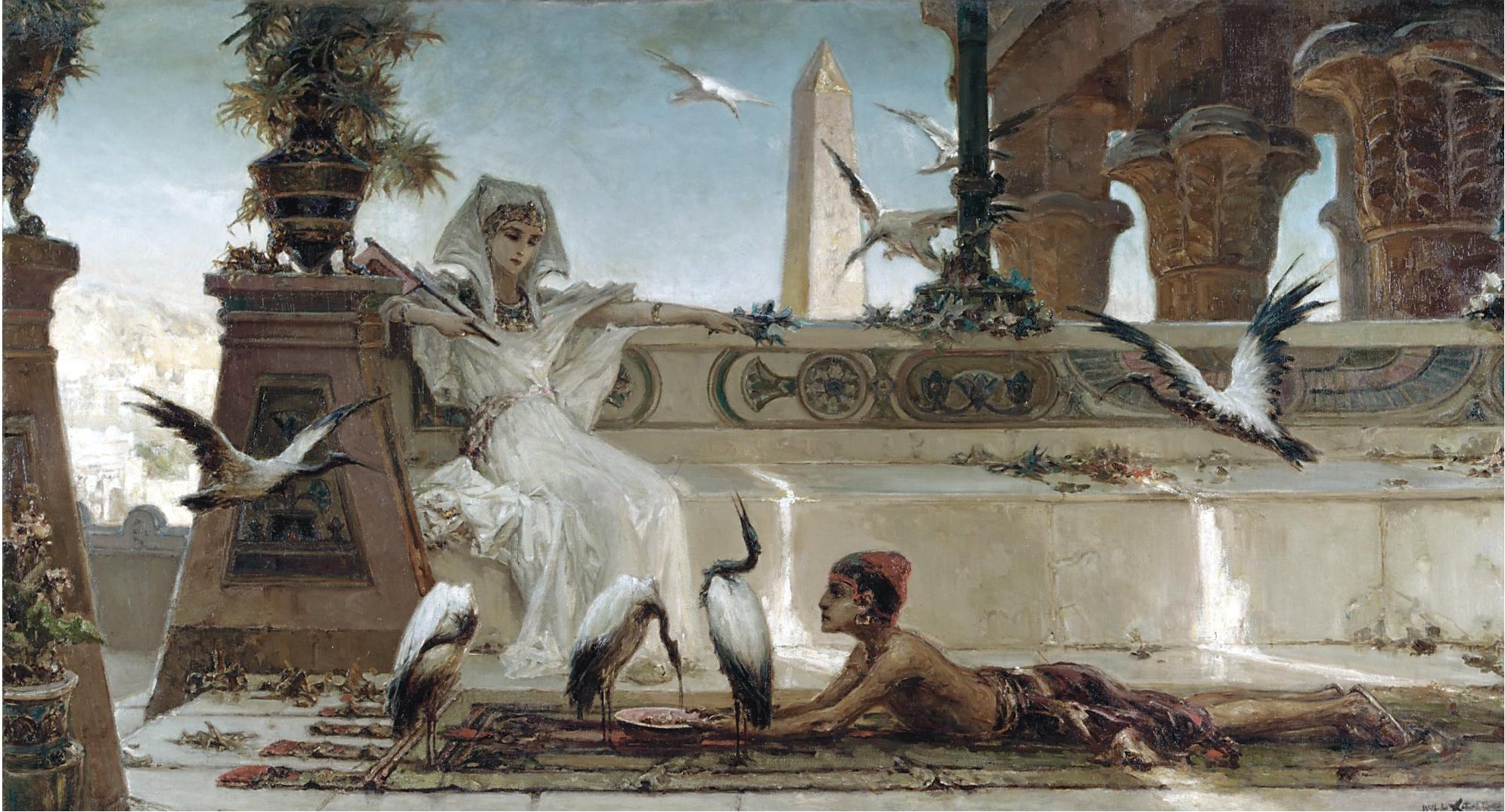
Клеопатра
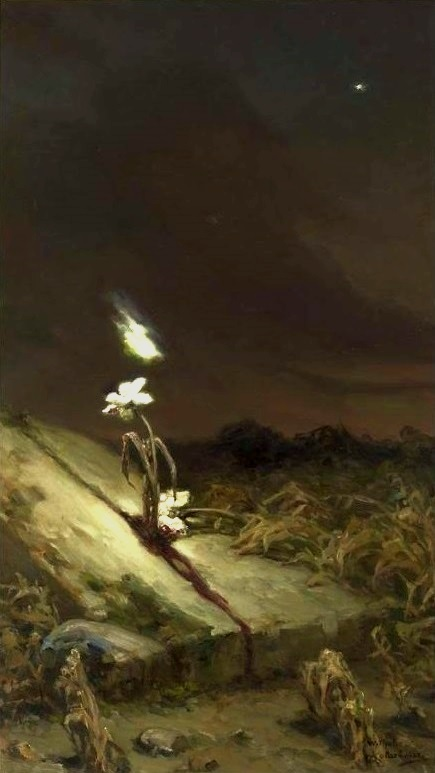
Могила самогубця
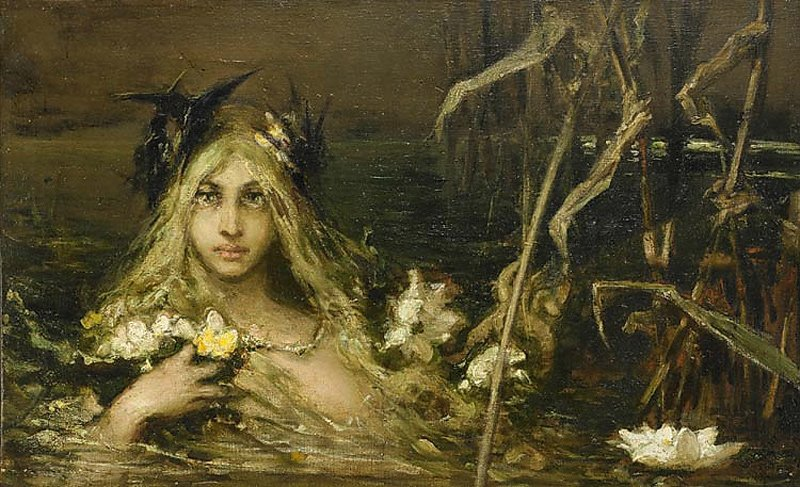
Гоплана/Водяна німфа
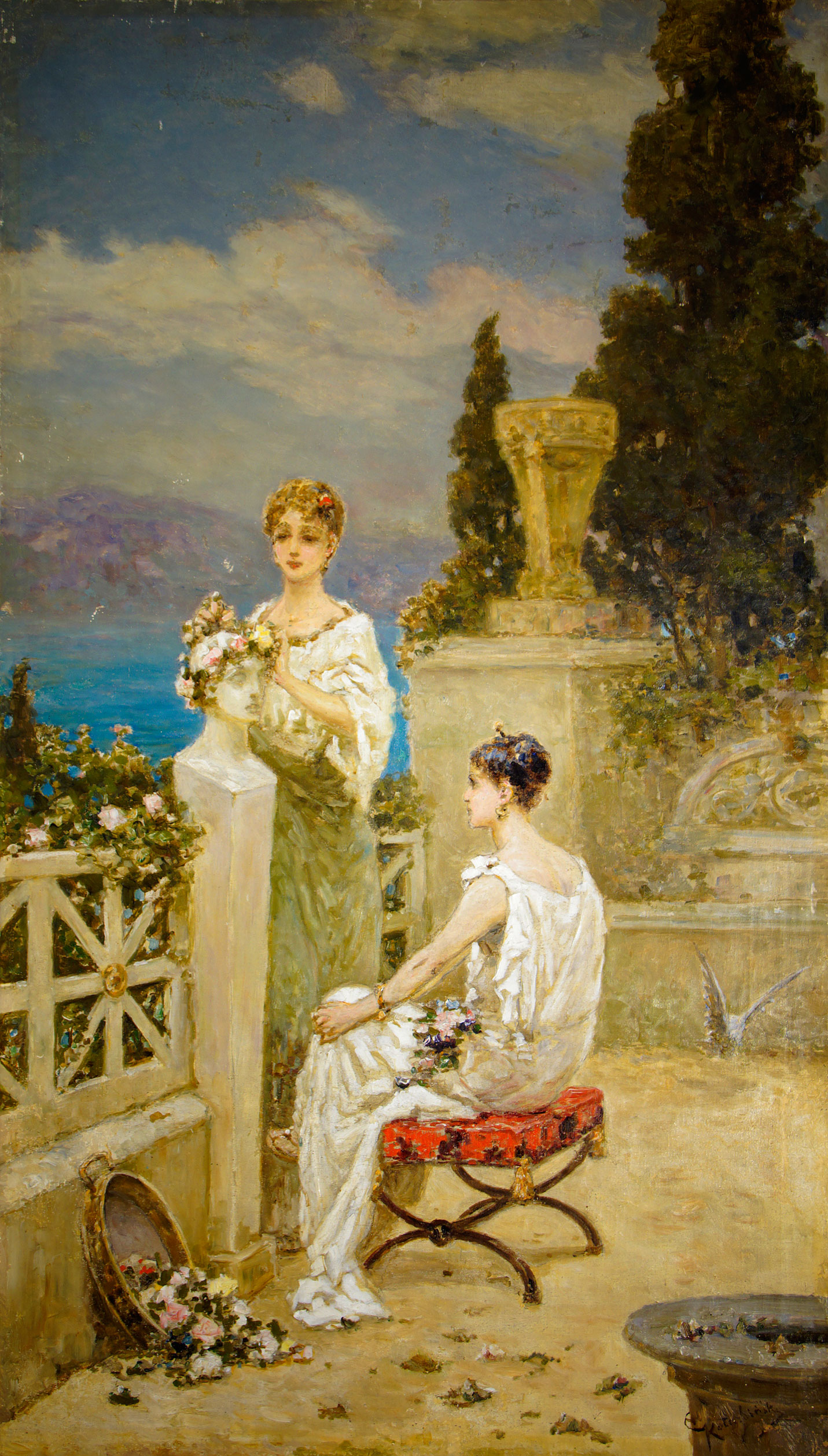
Селянка
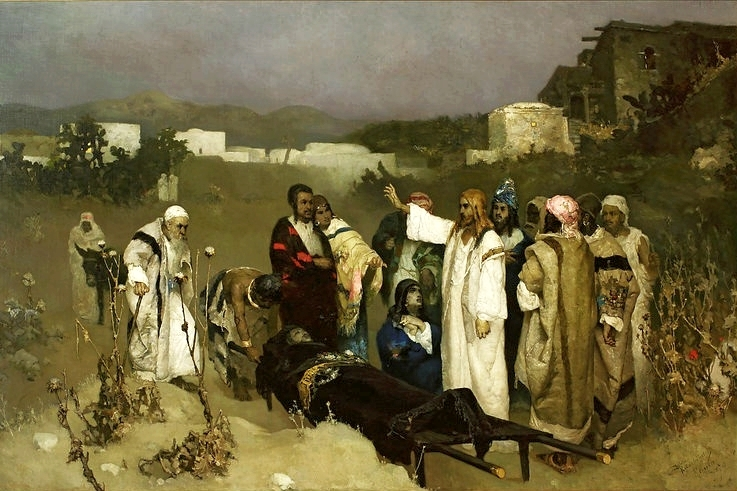
Воскресіння сина вдови
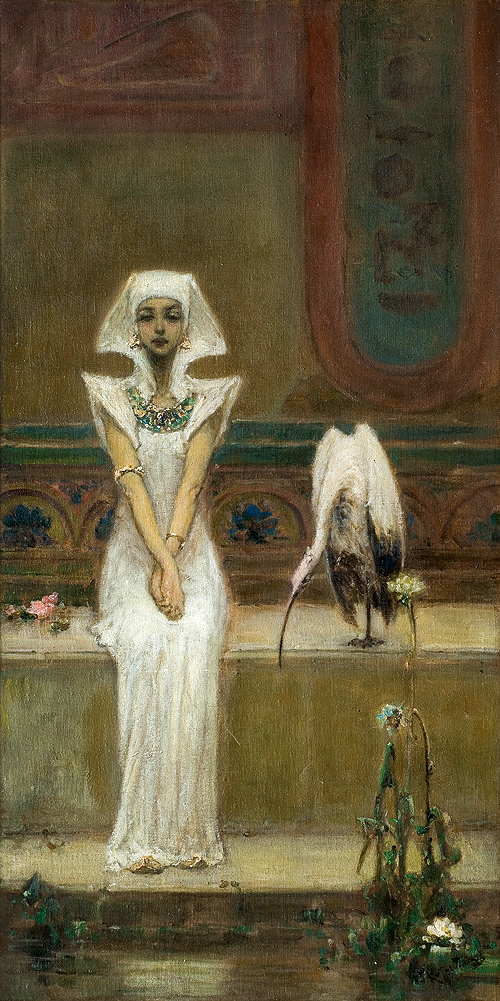
Юна єгиптянка
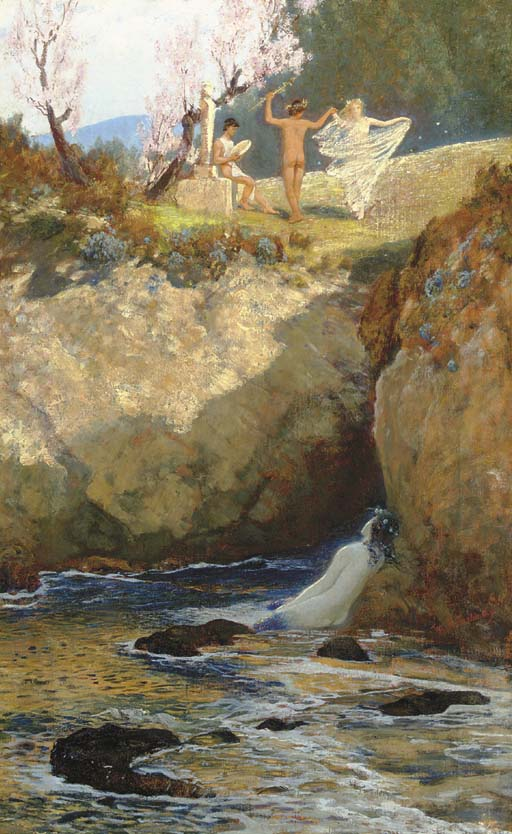
Танок
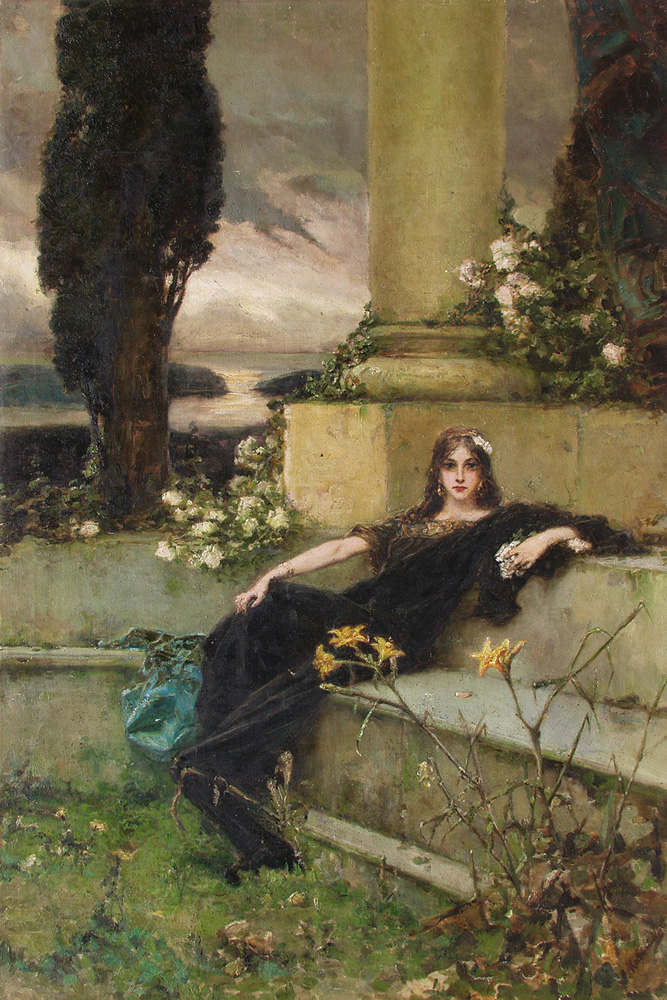
Вечірня тиша
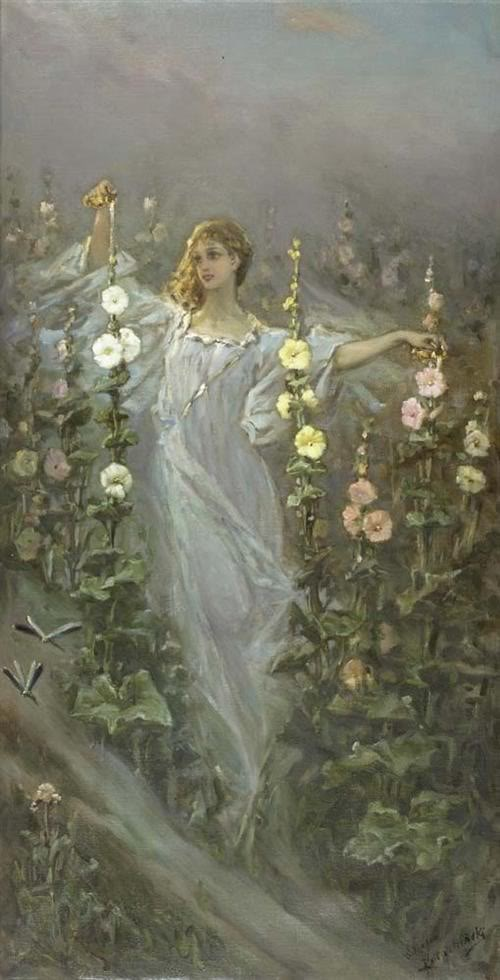
Дівчина
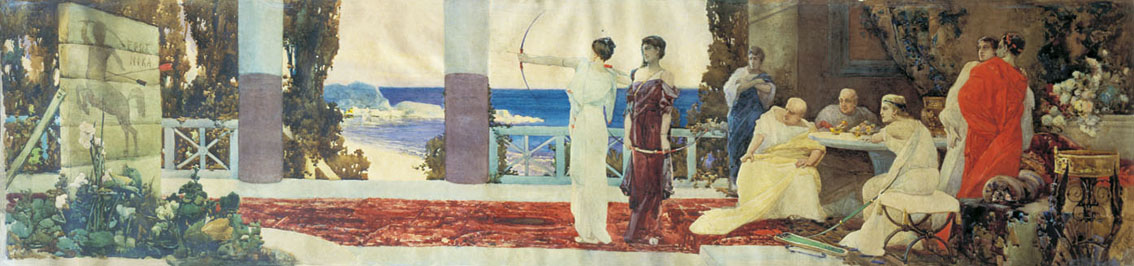
Стрільба з лука
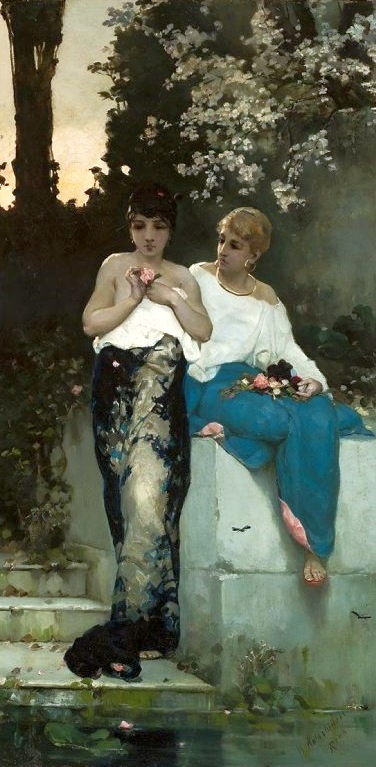
Дві римлянки
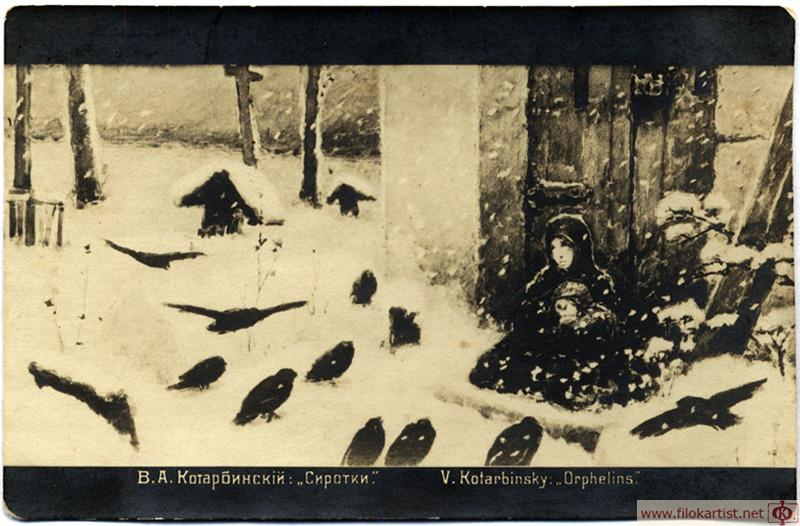
Сиротки

## Вшанування пам'яті
- У Києві існує вулиця Вільгельма Котарбінського.
- Астероїд (275225) Kotarbinski названо в його пам'ять. https://www.wgsbn-iau.org/files/Bulletins/V003/WGSBNBull_V003_008.pdf